# رازهای پنج جنگجو
رازهای پنج جنگجو (انگلیسی: Secrets of the Furious Five) که با نام پاندای کونگ‌فوکار: رازهای پنج جنگجو هم شناخته می‌شود یک فیلم پویانمایی کوتاه است که در سال ۲۰۰۸ منتشر شد.

## بازیگران
- جک بلک
- داستین هافمن
- دیوید کراس
- رندل دوک کیم
- کارول کین
- جسی چان